# Sant Martí de Riucorb
Sant Martí de Riucorb là một đô thị trong tỉnh Lérida, cộng đồng tự trị Catalonia Tây Ban Nha. Đô thị Sant Martí de Riucorb có diện tích là 34,9 ki-lô-mét vuông, dân số năm 2009 là 685 người với mật độ 19,63 người/km². Đô thị Sant Martí de Riucorb có cự ly km so với tỉnh lỵ Lérida.